# 中站区
中站区是中华人民共和国河南省焦作市西部的一个市辖区。北临修武县和山西晋城市，西临博爱县，东临解放区。面积162平方公里，总人口約11万人。区人民政府駐解放西路中站段5號。

## 行政区划
中站区下辖10个街道办事处：
李封街道、王封街道、朱村街道、冯封街道、龙洞街道、月山街道、丹河街道、许衡街道、府城街道和龙翔街道。

## 人口民族
根据(河南省)焦作市第七次全国人口普查公报显示：中站区常住人口为107281人，男性50.71人，女性49.29人，年龄结构中0-14岁占比17.02%，15-59岁占比62.71%，60岁以上占比20.27%，65岁以上占比14.13%。
著名历史名人：许衡，元朝宰相。